# Argyrogramma diminuta
Argyrogramma diminuta là một loài bướm đêm trong họ Noctuidae.